# Ptychognathus capillidigitatus
Ptychognathus capillidigitatus is een krabbensoort uit de familie van de Varunidae. De wetenschappelijke naam van de soort is voor het eerst geldig gepubliceerd in 1984 door Takeda.